# Pyresthesis laevis
Pyresthesis laevis är en spindelart som först beskrevs av Eugen von Keyserling 1877.  Pyresthesis laevis ingår i släktet Pyresthesis och familjen krabbspindlar.
Artens utbredningsområde är Madagaskar. Inga underarter finns listade i Catalogue of Life.